# João Galeácio Visconti
João Galeácio Visconti (em italiano Gian Galeazzo Visconti; Pavia, 16 de outubro de 1351 — Melegnano, 3 de setembro de 1402), filho de Galeácio II Visconti e Bianca de Saboia, foi o primeiro duque de Milão de 1395 até sua morte, além de ter governado a cidade no final do período medieval, pouco antes do amanhecer do Renascimento. Foi o grande patrono fundador do Mosteiro de Pavia, completou o Castelo Visconti em Pavia iniciado por seu pai e promoveu trabalhos sobre o Dumo de Milão.

## Biografia
Durante seu mecenato do Castelo Visconti, contribuiu muito para o crescimento da coleção de tratados científicos e manuscritos ricamente iluminados na Biblioteca Visconti.
Embora mais famoso como Signore (Senhor) de Milão, João Galeácio era filho de Galeácio Visconti II que possuía o Senhorio da cidade de Pavia. Em 1385 ganhou o controle de Milão por derrubar seu tio Barnabé por meios traiçoeiros. Ele aprisionou seu tio, que logo morreu, supostamente envenenado após suas ordens.
Seu primeiro casamento foi com Isabel de Frnaça, que lhe trouxe o título de Conde de Vertus em Champanhe, rendido em italiano como Conte di virtù, título pelo qual era conhecido em seu início de carreira. Pai dedicado à sua filha Valentina (esposa de Luís, Duque de Orleães e mãe do famoso poeta, Carlos de Orleães), reagiu contra fofocas sobre sua filha na corte francesa, ameaçando declarar guerra à França. A esposa do rei Carlos VI de França era Isabel da Baviera, a neta de Barnabé Visconti, e, portanto, uma rival amarga de Valentina e seu pai João Galeácio Visconti. Depois de sua esposa Isabel morrer de parto em 1373, se casou com outra mulher, em 2 de outubro de 1380, sua prima em primeiro grau Catarina Visconti, filha de Barnabé; Com ela teve dois filhos, João Maria e Filipe Maria.
Seu papel como estadista também tomou outras formas. Logo após apreender Milão tomou Verona, Vicenza e Pádua, estabelecendo-se como senhor de cada um, e logo controlando quase todo o vale do Pó, incluindo Placência, onde em 1393 deu o poder feudal à família Confalonieri nas terras que já tinham nos vales em torno da província de Placência. Perdeu Pádua em 1390, quando este foi revertido para Francisco Novello de Carrara. Recebeu o título de duque de Milão por Venceslau, Rei dos Romanos em 1395 por 100 mil florins.
Em 1400, João Galeácio designou uma série de funcionários e departamentos encarregados de melhorar a saúde pública. Pelo novo sistema de administração e contabilidade esta estabelecido, é creditado por criar a primeira burocracia moderna.
Tinha o sonhos de unir todo o norte da Itália em um reino, um império Lombardo revivido. Os obstáculos ao seu sucesso incluíam Bolonha e especialmente Florença. Em 1402, lançou ataques sobre estas cidades. A guerra foi extremamente custosa em ambos os lados, mas universalmente acreditava-se que os milaneses sairiam vitoriosos. Os líderes de Florença, especialmente o chanceler Coluccio Salutati trabalhou com sucesso para reunir o povo de Florença, mas os florentinos estavam sendo pesadamente tributados pela fome, doenças e pobreza. Galeácio venceu mais uma vitória sobre os bolonheses na Batalha de Casalecchio em 26 de junho de 1402.
No entanto seus sonhos foram frustrados, já que sucumbiu a uma febre no Castelo de Melegnano em 10 de agosto de 1402. Morreu no dia 3 de setembro. Seu império fragmentou já que lutas internas entre os seus sucessores destruíram Milão, em parte através da divisão de suas terras entre ambos os herdeiros legítimos e ilegítimos.
João Galeácio gastou 300 000 florins de ouro na tentativa de se desviar dos seus cursos no Míncio de Mântua e o rio Brenta de Pádua, a fim de tornar essas cidades indefesas diante da força de seus exércitos. Sua biblioteca, abrigada na mais grandiosa morada principesca na Itália, o Castelo em Pavia, e sua rica coleção de manuscritos, muitos deles os frutos de suas conquistas, eram famosos.

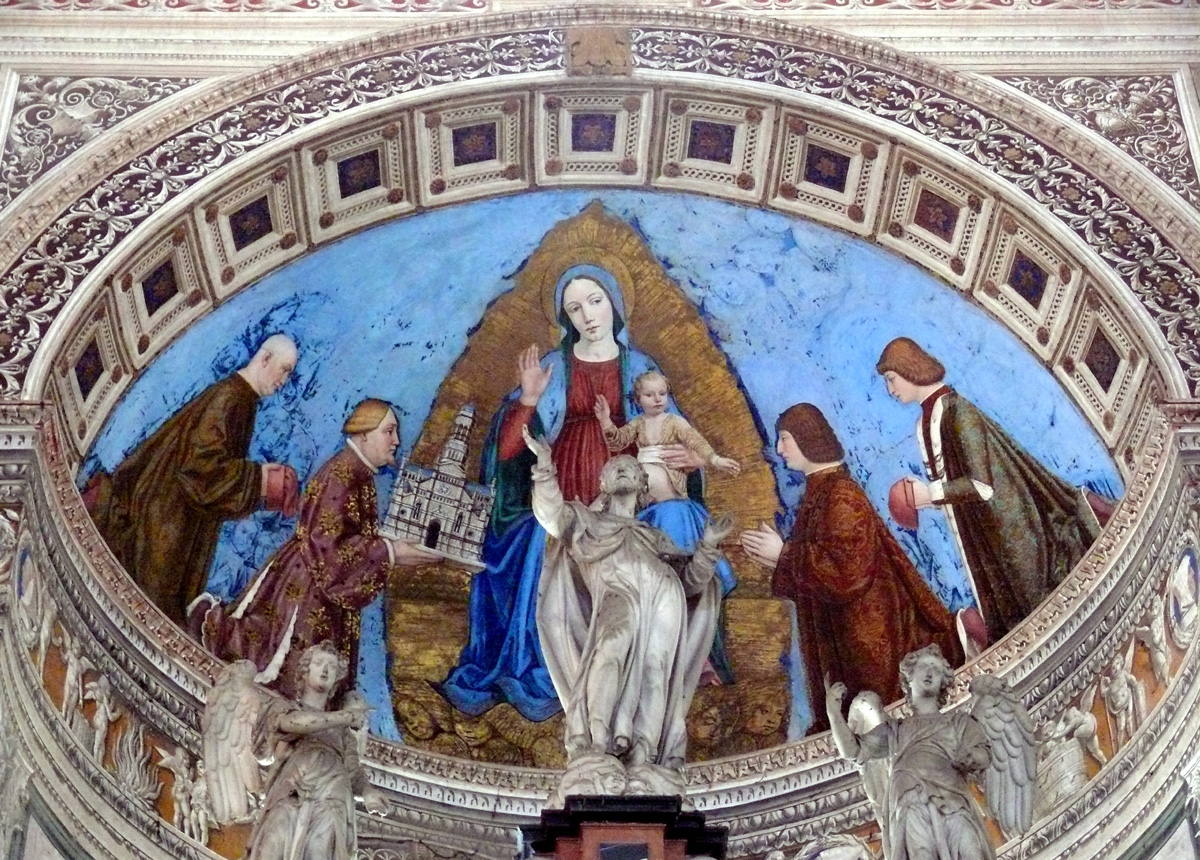
João Galeácio Visconti, com seus três filhos, modelo apresentando no Mosteiro de Pavia à Virgem (Certosa di Pavia)
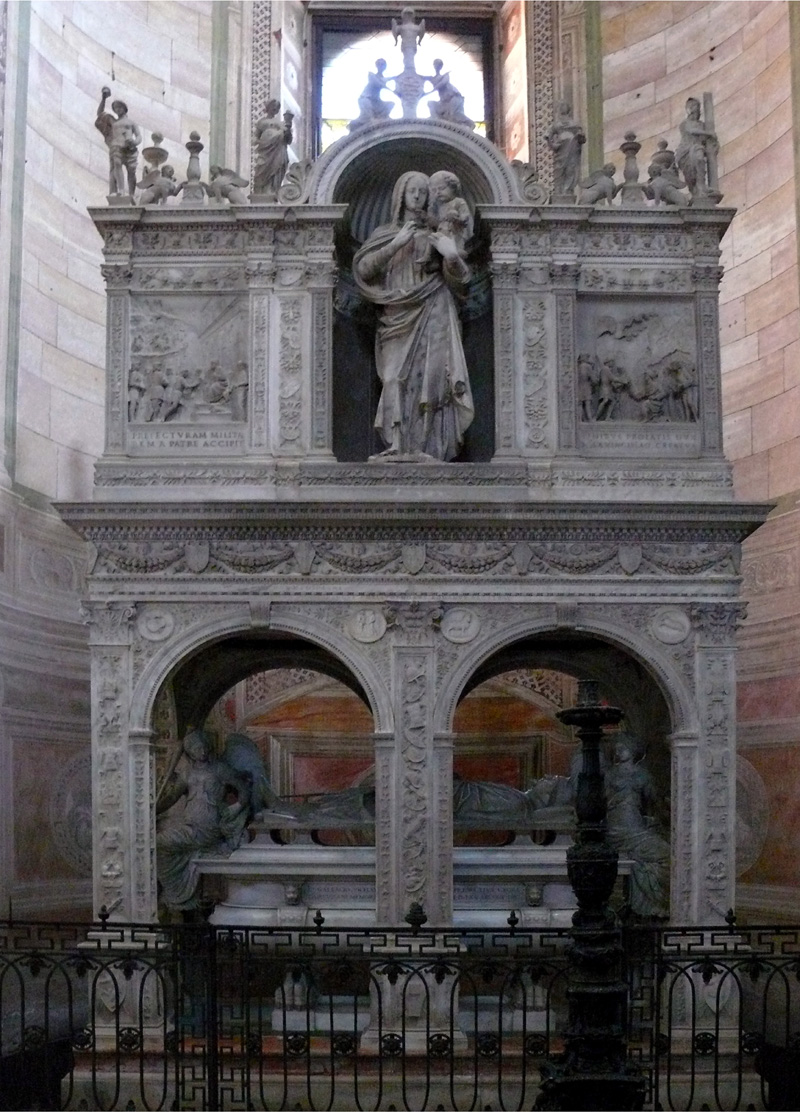
Túmulo de João Galeácio Visconti no Mosteiro de Pavia